# ニューストン
ニューストン (英: neuston、pleuston) あるいは水表生物 (すいひょうせいぶつ) は、水生生物の生活型の一つである。

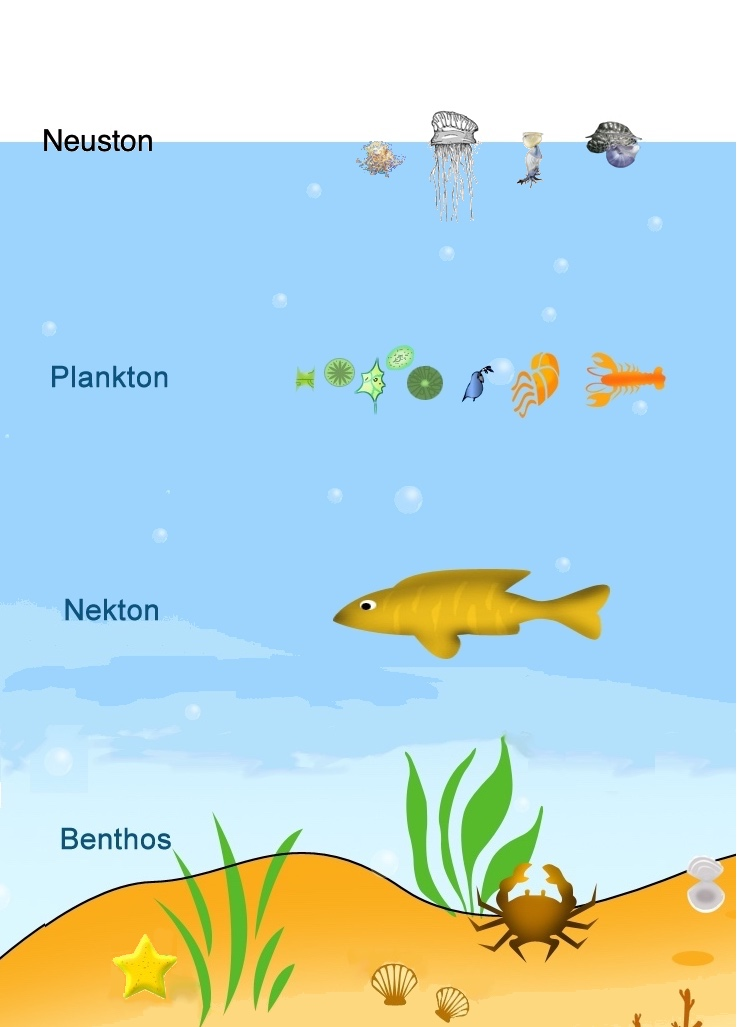
水生生物の生活型。上から水表生物(Neuston)、浮遊生物(Plankton)、遊泳生物(Nekton)、底生生物(Benthos)。

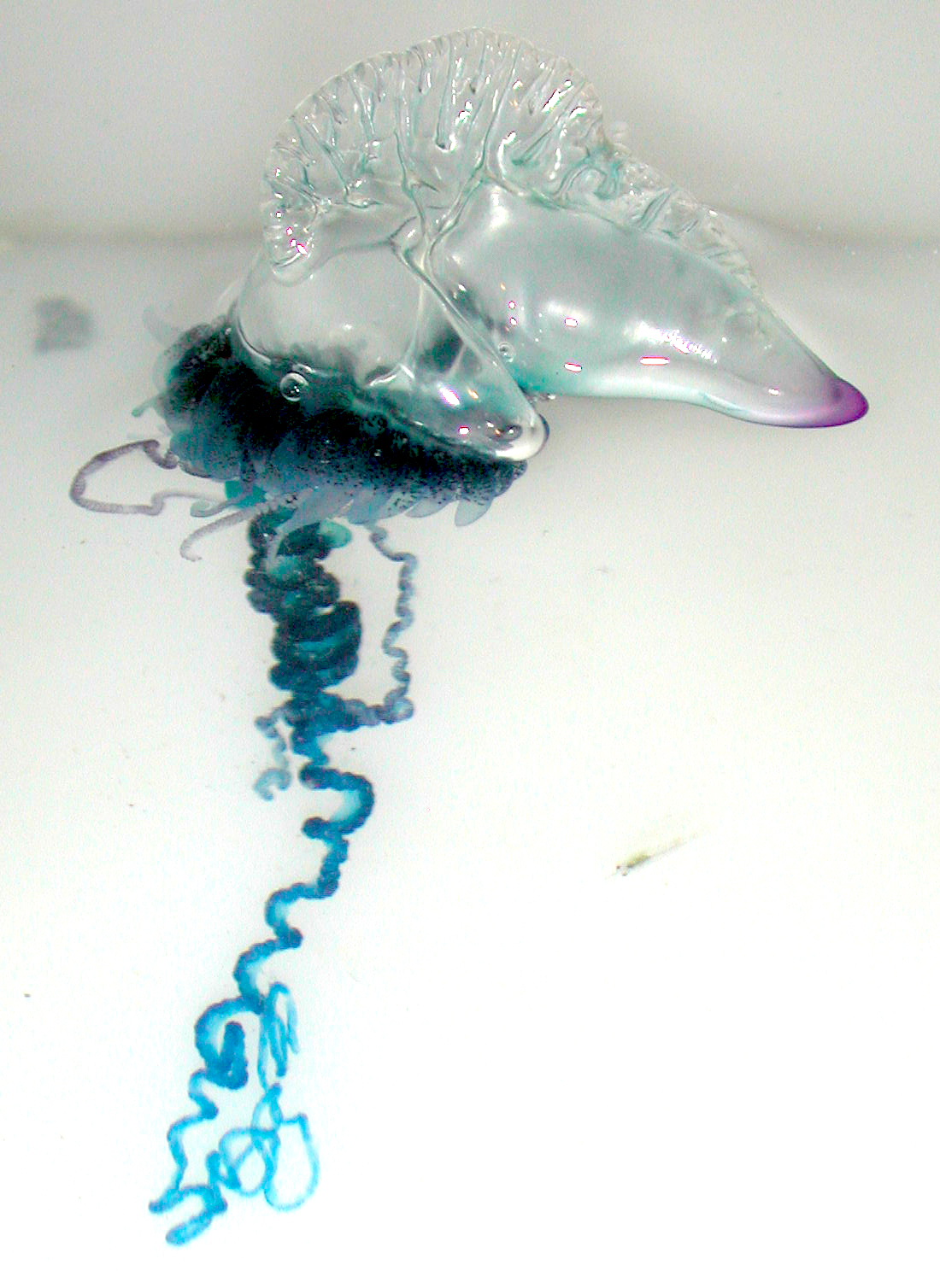
カツオノエボシ

## 概要
海や河口、湖、川、池などの水面に浮かびながら生活する生物である。水面の上に浮かんでいる種だけでなく、水面直下や、大気と水域の間に形成される表面マイクロレイヤー(surface microlayer)に生息する種も存在する。

## 代表的な生物

### 動物
- アメンボ[1]
- ミズスマシ[3]
- アサガオガイ（英語版）
- カツオノエボシ

### 植物
- 流れ藻[1]
- ヒカリモ

## 語源
「ニューストン」という言葉はギリシャ語で「泳ぐ」を意味するneustos（νευστός）に、プランクトン（plankton）と同様のonを組み合わせたものである。この用語は、1917年に生物学の文献に最初に登場した。別名の「プルストン」はギリシャ語で「航海」や「浮かぶ」を意味するpleinに由来する。「プルストン」の最初の既知の使用法は、「ニューストン」よりも早い1909年であった。過去に幾度となくニューストンとプルストンの区別が試みられたが一般的には広まっておらず、2021年の時点で、2つの用語はある程度互換的に使用されている。ただし、ニューストンはプルストンよりも頻繁に使用される傾向にある。

## 関連書籍
海の生態学 生態学研究シリーズ3（沼田真監修，時岡隆・原田英司・西村三郎共著），築地書館